# Pablo González Casanova

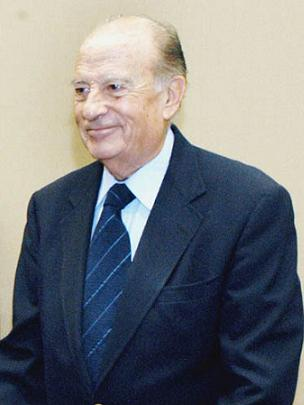
Pablo González Casanova

Pablo González Casanova (Toluca, 11 februari 1922 – Tlalpan, 18 april 2023) was een Mexicaans socioloog.
González Casanova studeerde aan het College van Mexico (Colmex), de Nationale School voor Antropologie en Geschiedenis (ENAH) en aan de Nationale Autonome Universiteit van Mexico (UNAM) en promoveerde aan de Sorbonne in de sociologie. Van 1959 tot 1965 was hij voorzitter van de Latijns-Amerikaanse Faculteit voor Sociale Wetenschappen (FLACSO) en van 1966 tot 1970 van het instituut voor Sociale Studies van de UNAM. Hij was rector van de UNAM van 1970 tot 1972. Vanaf 1977 was hij hoogleraar aan de FLACSO en later en later aan de universiteit van Cambridge. 
González Casanova gold als een van de belangrijkste analisten van Latijns-Amerika. Hij coördineerde het project 'Perspectieven voor Latijns-Amerika' namens de UNAM en de Verenigde Naties. Hij stond bekend als promotor van sociaal engagement onder wetenschappers en becommentarieerde regelmatig de politiek, waarin hij het voornamelijk opnam voor regionale autonomie, mensenrechten en rechten voor de inheemse bevolking. Hij ging met emeritaat in 1984, maar publiceerde nog regelmatig.
Op 11 februari 2022 werd hij honderdplusser. Hij overleed op 18 april 2023 op 101-jarige leeftijd.